# Типы корпусов процессоров
На протяжении более чем полувека микросхемные комплекты, а затем и микропроцессоры выпускались в различных корпусах; иногда с возможностью замены компонентов без пайки. О более современных корпусах микропроцессоров см. статью «Список разъёмов микропроцессоров».

## Типы корпусов процессоров
После изготовления кристалла с ядрами и дополнительными схемами (например, кэшем), для применения в конечном изделии кристалл процессора разваривается в корпус с целью защиты его от внешних воздействий. Тип корпуса выбирается в зависимости от назначения системы, в которой будет работать процессор. Ранее существовали универсальные сокеты для процессоров любого производителя.

### DIP

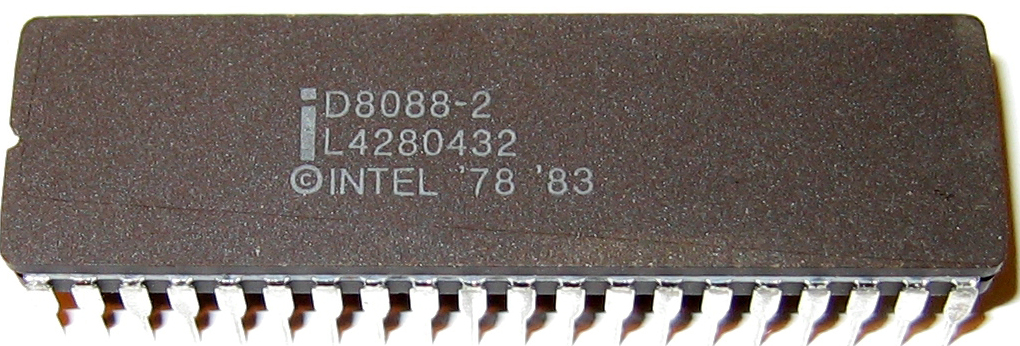
Процессор в корпусе CDIP-40

Процессор в корпусе PDIP-40

DIP (dual inline package) — корпус с двумя рядами выводов для пайки в отверстия в печатной плате. Представляет собой прямоугольный корпус с расположенными на длинных сторонах выводами. В зависимости от материала корпуса выделяют два варианта исполнения:
- PDIP (plastic DIP) — имеет пластмассовый корпус;
- CDIP (ceramic DIP) — имеет керамический корпус.

Некоторые процессоры, выполненные в корпусе DIP:
- 4004 — 16-выводной CDIP;
- Z80, КР1858ВМ1 и КМ1858ВМ1 — 40-выводной DIP;
- 8080, 8085, КР580ВМ80А — 40-выводной DIP;
- Motorola 6800/6809, MOS Technology 6502/6510 — 40-выводной DIP;
- 68000 — 64-выводной DIP;
- 8086, 8088 — 40-выводной DIP.

### QFP

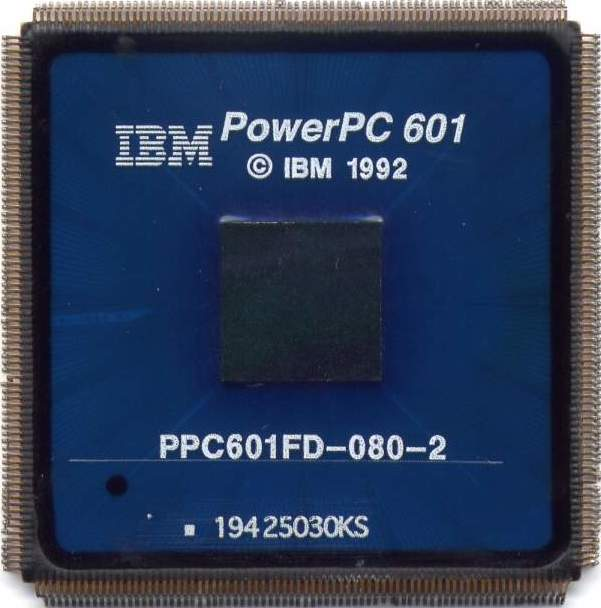
Процессор в корпусе TQFP-304

QFP (quad flat package) — плоский корпус с четырьмя рядами выводов для поверхностного монтажа. Представляет собой квадратный/прямоугольный корпус с расположенными на торцах выводами. В зависимости от материала корпуса выделяют два варианта исполнения:
- PQFP (plastic QFP) — имеет пластмассовый корпус;
- CQFP (ceramic QFP) — имеет керамический корпус;

Существуют также другие варианты: TQFP (Thin QFP) — с малой высотой корпуса, LQFP (Low-profile QFP) и многие другие.
Некоторые процессоры, выполненные в корпусе QFP:
- Т36ВМ1 — 64-выводной PQFP (т. н. «Изабелла»);
- Am188ES — 100-выводной TQFP;
- NG80386SX — 100-выводной PQFP;
- Cx486SLC — 100-выводной CQFP;
- PowerPC 601 — 304-выводной TQFP.

### LCC
LCC (Leadless chip carrier) представляет собой низкопрофильный квадратный керамический корпус с расположенными на его нижней части выводами в виде контактных площадок; предназначен только для поверхностного монтажа.
Некоторые процессоры, выполненные в корпусе LCC:
- R80186[англ.] — 68-выводной LCC;
- R80286[англ.] — 68-выводной LCC;
- SAB80188R[англ.] — 68-выводной LCC.

### PLCC/CLCC

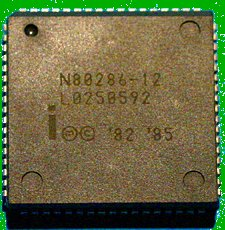
Процессор в корпусе PLCC-68

PLCC (plastic leaded chip carrier) и СLCC (ceramic leaded chip carrier) представляют собой квадратный корпус с расположенными по краям выводами.
Некоторые процессоры, выполненные в корпусе PLCC:
- M68k — 68-выводной PLCC;
- N80C186 — 68-выводной PLCC;
- CS80C286 — 68-выводной PLCC;
- N80286 — 68-выводной PLCC.

Аббревиатура LCC используется для обозначения термина leadless chip carrier, поэтому для того, чтобы избежать путаницы, в данном случае необходимо называть аббревиатуры PLCC и CLCC полностью, без сокращений.

### PGA

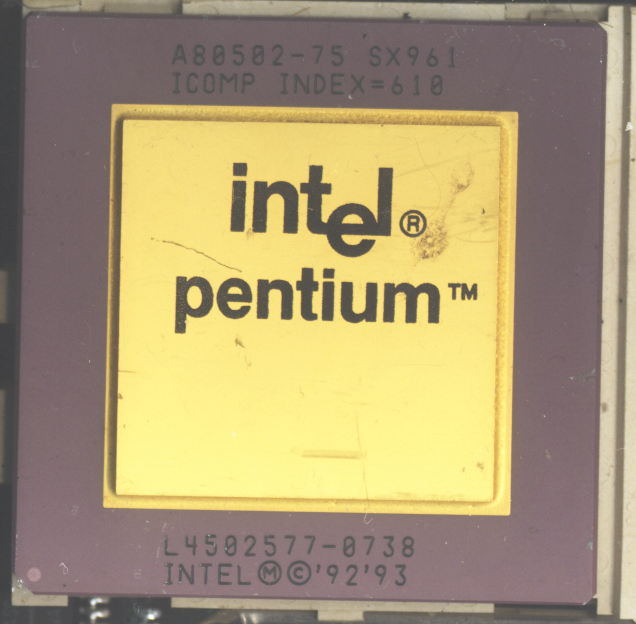
Процессор в корпусе CPGA

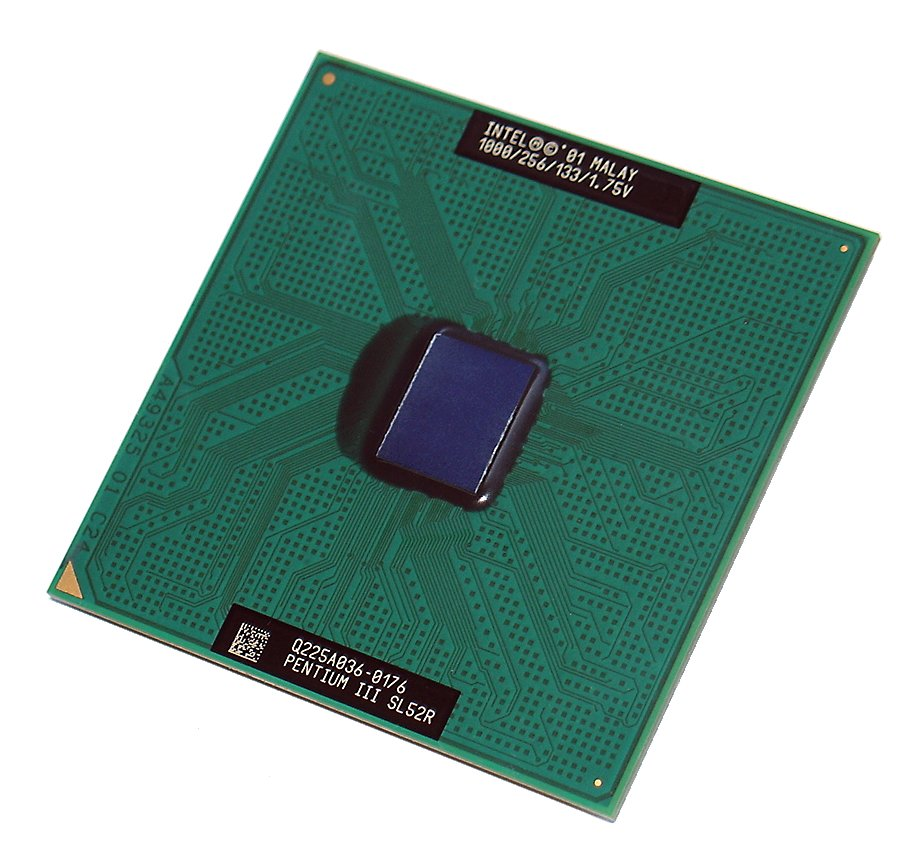
Процессор в корпусе FCPGA

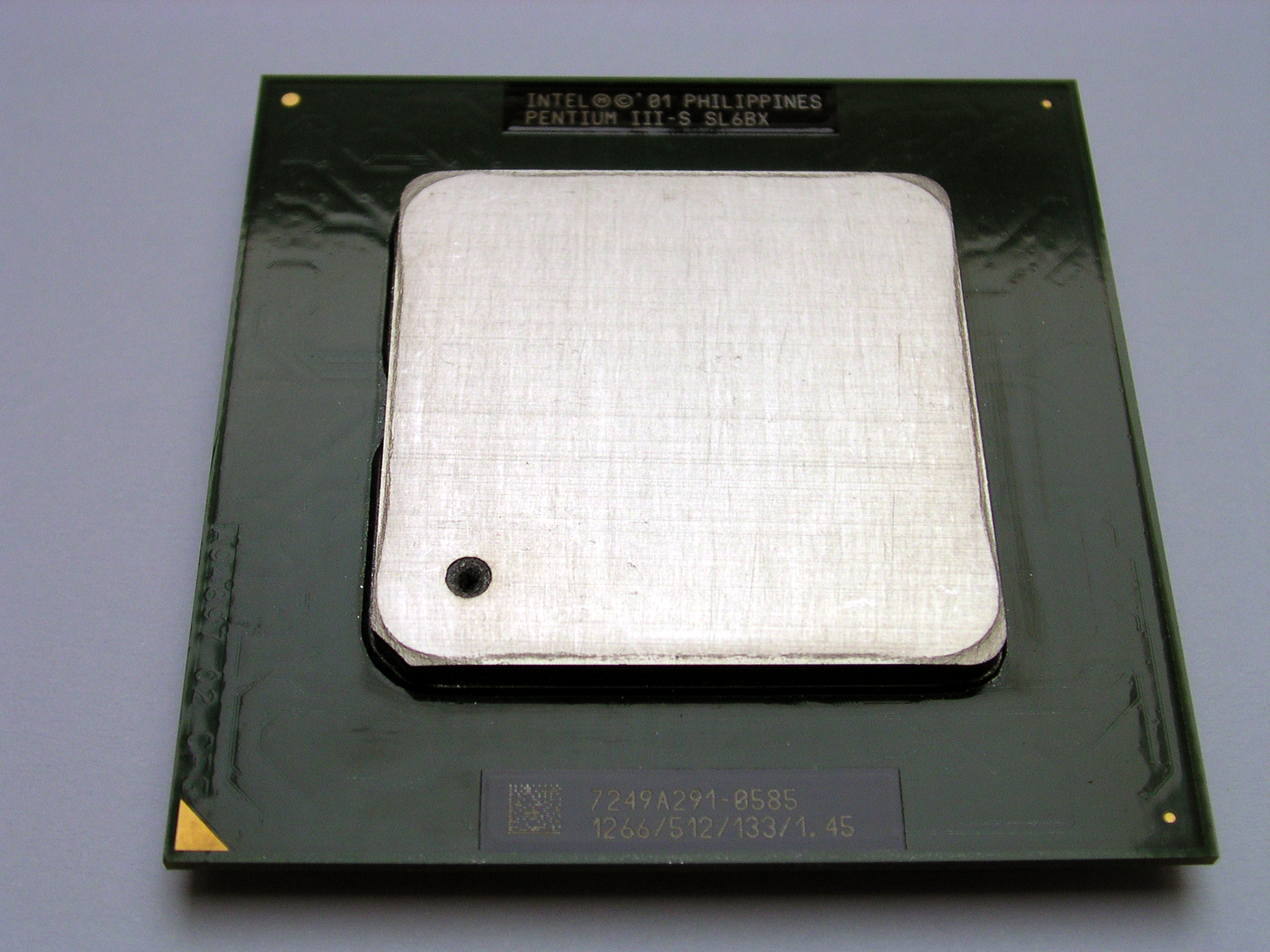
Процессор в корпусе FCPGA2

PGA (pin grid array) — корпус с матрицей выводов. Представляет собой квадратный или прямоугольный корпус с расположенными в нижней части штыревыми выводами.
В зависимости от материала корпуса выделяют три варианта исполнения:
- PPGA (plastic PGA) — имеет пластмассовый корпус;
- CPGA (ceramic PGA) — имеет керамический корпус;
- OPGA (organic PGA) — имеет корпус из органического материала.

Существуют следующие модификации корпуса PGA:
- FCPGA (flip-chip PGA) — в данном корпусе открытый кристалл процессора расположен на верхней части корпуса;
- FCPGA2 (flip-chip PGA 2) — отличается от FCPGA наличием теплораспределителя, закрывающего кристалл процессора.
- μFCPGA (micro flip-chip PGA) — компактный вариант корпуса FCPGA.
- μPGA (micro PGA) — компактный вариант корпуса FCPGA2.

Для обозначения корпусов с выводами, расположенными в шахматном порядке, иногда используется аббревиатура SPGA (Staggered PGA).
Некоторые процессоры, выполненные в корпусе PGA:
- 80386DX — 132-выводной CPGA;
- 80486DX, 80486SX — 168-выводной CPGA;
- Pentium — 296-выводной CPGA, 321-выводной CPGA или PPGA;
- Pentium Pro — 387-выводной SPGA;
- Pentium MMX, K6, 6x86 — 321-выводной CPGA или PPGA;
- Celeron — 370-выводной CPGA, PPGA, FCPGA или FCPGA2, 478-выводной μPGA;
- Pentium III — 370-выводной FCPGA или FCPGA2;
- Pentium 4 — 423-выводной FC-PGA2, 478-выводной FC-PGA2;[1]
- Athlon — 462-выводной керамический или органический FCPGA;
- Duron — 462-выводной керамический или органический FCPGA;
- Sempron — 462-выводной FCPGA, 754-выводной FCPGA2, 939-выводной FCPGA2, 940-выводной FCPGA2;
- Athlon 64 — 754-выводной FCPGA2, 939-выводной FCPGA2, 940-выводной FCPGA2;
- Opteron — 940-выводной FCPGA2, 1207-выводной FCPGA2.

### LGA

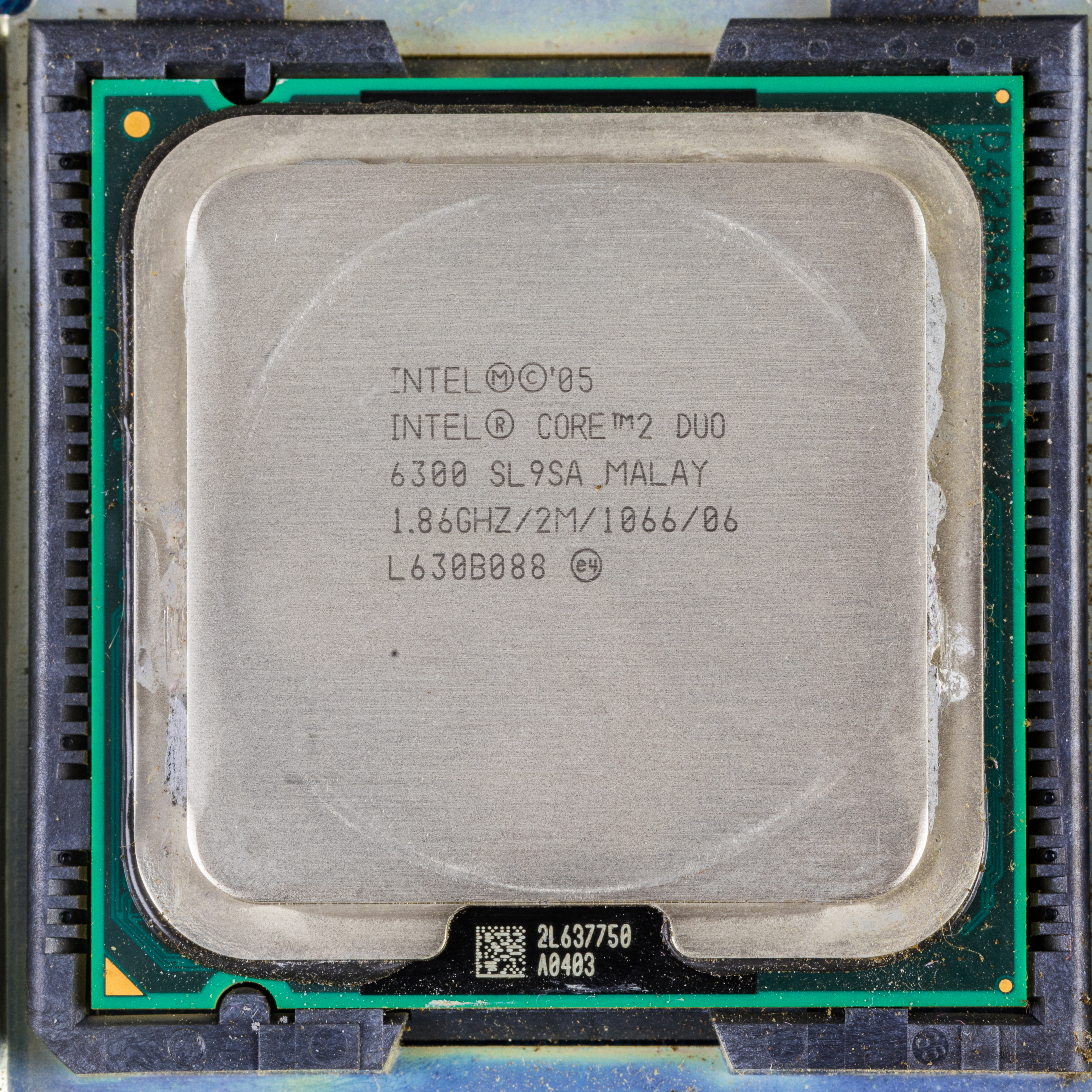
Процессор в корпусе FCLGA4

LGA (land grid array) — представляет собой видоизменённый корпус PGA, в котором штыревые выводы заменены на выводы в виде контактных площадок. Может устанавливаться в специальное гнездо, имеющее пружинные контакты, либо устанавливаться на печатную плату. На данный момент в десктопных материнских платах в основном LGA-сокет, AMD отказалась от PGA с переходом на АМ5. В зависимости от материала корпуса выделяют три варианта исполнения:
- CLGA (ceramic LGA) — имеет керамический корпус;
- PLGA (plastic LGA) — имеет пластмассовый корпус;
- OLGA (organic LGA) — имеет корпус из органического материала;

Существует компактный вариант корпуса OLGA с теплораспределителем, имеющий обозначение FCLGA4.
Некоторые процессоры, выполненные в корпусе LGA:
- UltraSPARC II — 787-выводной CLGA;
- Pentium II — 528-выводной PLGA (помещённый на печатную плату);
- Pentium III — 495-выводной OLGA (помещённый на печатную плату), 570-выводной OLGA (помещённый на печатную плату).
- Pentium 4, Pentium D, Core 2 Duo — 775-выводной FCLGA4.
- Opteron для Socket F и Socket G34

### BGA
BGA (ball grid array) — представляет собой корпус PGA, в котором штыревые выводы заменены на выводы в виде шариков припоя. Предназначен для поверхностного монтажа.
Чаще всего используется в мобильных процессорах, чипсетах и современных графических процессорах.
С 201? г. все процессоры, устанавливаемые в ноутбуки — несъёмные (припаянные, BGA).
Существуют следующие варианты корпуса BGA:
- FCBGA (flip-chip BGA) — в данном корпусе открытый кристалл процессора расположен на верхней части корпуса, изготовленного из органического материала;
  - HFCBGA (high-performance FC-BGA), с улучшенным теплообменом процессора с окружающей средой[2];
- μBGA (micro BGA) и μFCBGA (micro flip-chip BGA) — компактные варианты корпуса;
- HSBGA.

Некоторые процессоры, выполненные в корпусе BGA:
- Mobile Pentium II — 615-выводной BGA;
- Mobile Pentium III — 495-выводной BGA, 495-выводной μBGA, 479-выводной μFCBGA;
- Baikal-T1 — 576-выводной HFCBGA.

### Процессорные модули

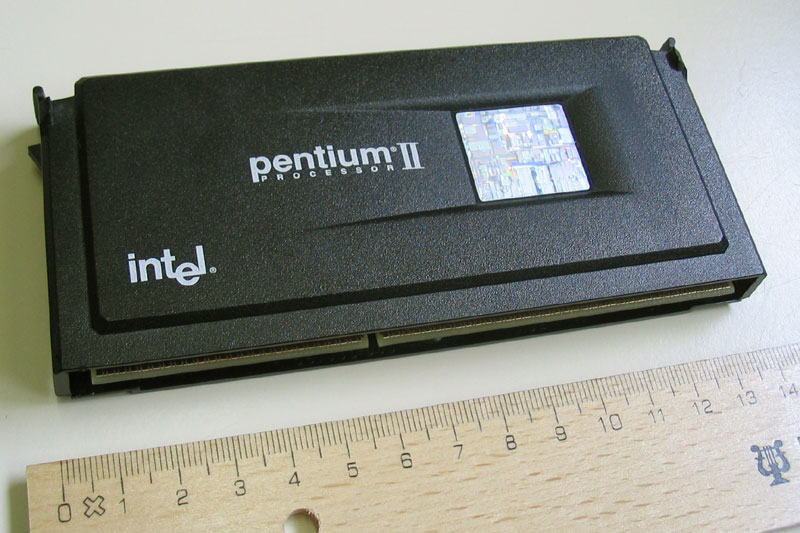
Процессор в корпусе SECC

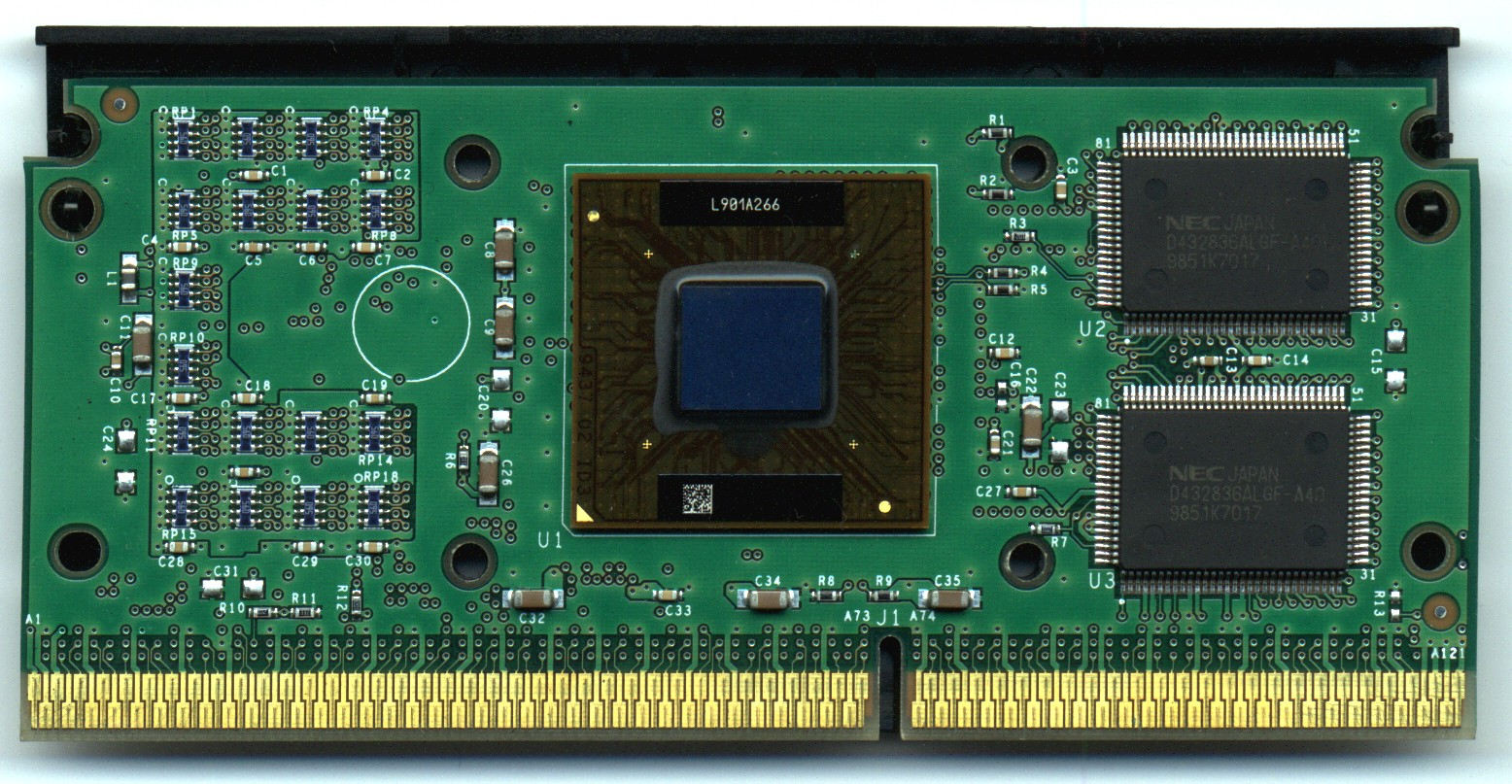
Процессор в корпусе SECC2

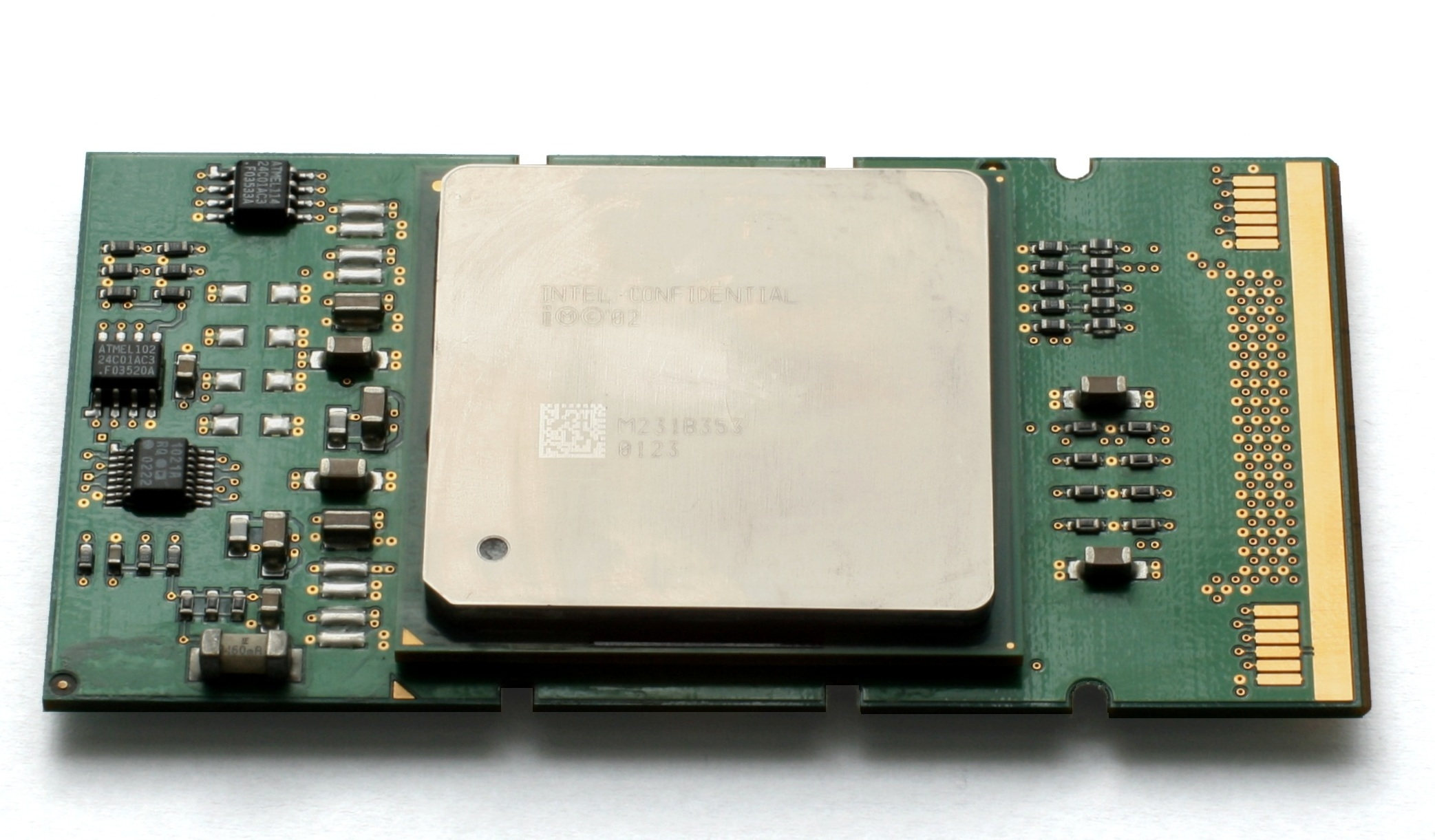
Процессор Itanium 2 в корпусе PAC

Процессорные модули представляют собой унифицированный по размерам печатный узел с расположенными в нём процессором и вспомогательными элементами (обычно кеш-память), устанавливаемый в слот.
Существует несколько видов процессорных модулей:
- SECC (single edge contact cartridge) — полностью закрытый картридж с теплоотводной пластиной, обеспечивающей тепловой контакт между корпусом модуля и процессором.
- SECC2 (single edge contact cartridge) — модуль без теплоотводной пластины.
- SEPP (single edge processor package) — полностью открытый печатный узел.
- MMC (mobile module connector) — модуль с открытым кристаллом процессора, предназначенный для мобильных компьютеров.

Некоторые процессоры, выполненные в модульном исполнении:
- Pentium II — 242-выводной SECC, 242-выводной SECC2;
- Pentium III — 242-выводной SECC2;
- Celeron — 242-выводной SEPP;
- Xeon — 330-выводной SECC;
- Mobile Pentium II — MMC;
- Athlon — 242-выводной SECC;
- Itanium — PAC418 и PAC611.